# 金猥
金猥（？—532年），字仲儒，北魏官员，泾州陇东郡朝那县（今甘肃省彭阳县）人。
金猥自称西汉侍中、驸马都尉、光禄大夫、秺敬侯金日磾的后裔，被选为涇州中正，任隴東郡功曹。太昌元年（532年），在官任上去世，追赠使持节、辅国将军、泾州刺史，谥号景。 

## 家族
- 五世祖：金进兴：西晋中书舍人、清河太守，赠太尉公、雍州刺史
  - 高祖：金柱，东晋秦州刺史、休屠王
    - 曾祖：金熙，前秦征西将军、司隶校尉、秦雍二州刺史、安南郡公
      - 祖父：金松，后秦镇西将军、给事黄门侍郎、寻阳郡伯
        - 父亲：金广兴，广武将军、兰陵太守、永昌县子
          - 哥哥：金安，平凉郡功曹，赠平北将军、豳州刺史
          - 金猥

      - 叔祖：金崖：征西将军、泾州刺史、陇西郡公